# Anthony Daniels
Anthony Daniels (ur. 21 lutego 1946 w Salisbury, Wielka Brytania) – angielski aktor telewizyjny i filmowy najbardziej znany z roli robota C-3PO w uniwersum Gwiezdnych wojen. Jest jedynym aktorem, który wystąpił we wszystkich dziewięciu filmach sagi (w latach 1977–2019), grając tę samą postać (Kenny Baker, grający R2-D2 wystąpił w siedmiu). W Ataku klonów gra także trzecioplanową postać porucznika Dannl Faytonni (pojawia się w jednej scenie), a w Zemście Sithów pojawia się także krótko na ekranie w jednej ze scen dziejących się w Operze Galaktycznej.